# José Luis Cardoso

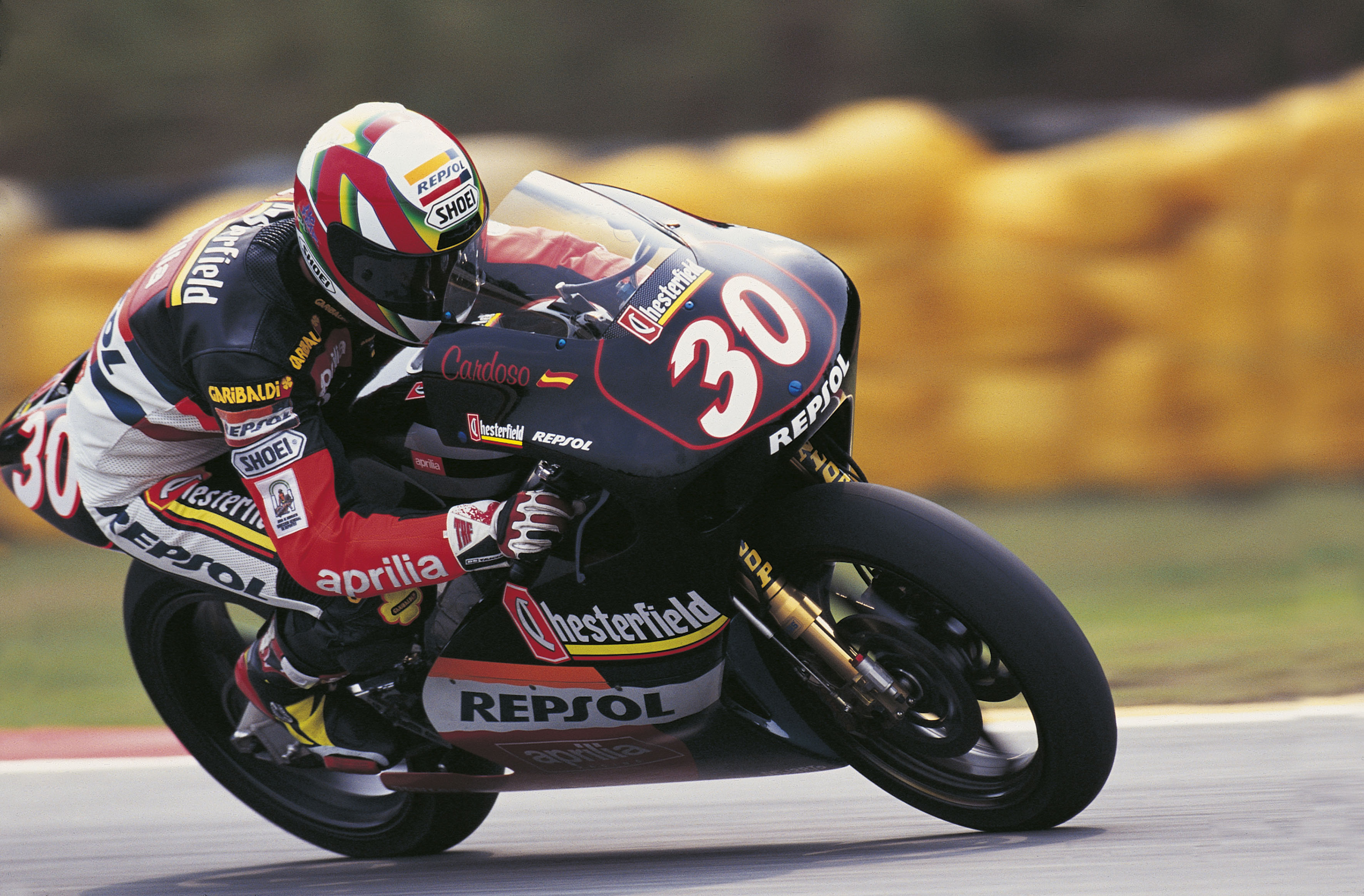
José Luis Cardoso op Shah Alam in 1996.

José Luis Cardoso Lobo (Sevilla, 2 februari 1975) is een Spaans voormalig motorcoureur.

## Carrière
Cardoso behaalde zijn eerste successen in de motorsport in het 125 cc-kampioenschap van Andalusië, waarin hij in 1990 kampioen werd. Een jaar later kwam hij uit in de Spaanse 125 cc. In 1993 werd hij kampioen in deze klasse, net als in het Andalusische 250 cc-kampioenschap. Dat jaar maakte hij tevens zijn debuut in de 125 cc-klasse van het wereldkampioenschap wegrace op een Aprilia als wildcardcoureur in zijn thuisrace, maar kwam hierin niet aan de finish.
In 1994 combineerde Cardoso het Spaanse 250 cc-kampioenschap met het WK 250 cc, waarin hij opnieuw op een Aprilia reed. In het WK kwam hij slechts tweemaal tot scoren met vijftiende plaatsen in Spanje en Argentinië. Met 2 punten eindigde hij op plaats 31 in het klassement. In 1995 werd hij tweede in het Spaans kampioenschap en kende hij een beter seizoen in het wereldkampioenschap, waarin een zevende plaats in Japan zijn beste resultaat was. Met 33 punten werd hij zestiende in de eindstand.
In 1996 richtte hij zich volledig op het WK 250 cc, maar mist hij vier races vanwege verschillende blessures. Hij kwam enkel tot scoren met een dertiende plaats in Imola. Met 3 punten eindigde hij hierdoor op plaats 31 in het kampioenschap. In 1997 stapte hij over naar een Yamaha. Een tiende plaats in Spanje was zijn beste klassering en hij eindigde met 19 punten op plaats 21 in de rangschikking. In 1998 reed hij wederom in het WK en het Spaans 250 cc-kampioenschap. In Spanje werd hij kampioen, terwijl hij in het WK elfde werd met 61 punten en een vijfde plaats in Madrid als hoogtepunt.
In 1999 stapte Cardoso binnen het WK wegrace over naar de 500 cc-klasse, waarin hij op een TSR-Honda reed. Hij kwam tweemaal tot scoren, met een twaalfde plaats in Catalonië als hoogtepunt. Met 6 punten eindigde hij op plaats 26 in het klassement. In 2000 stapte hij over naar een Honda en scoorde hij regelmatiger punten. Een elfde plaats in de seizoensopener in Zuid-Afrika was zijn beste resultaat. Met 19 punten werd hij achttiende in de eindstand. In 2001 kwam hij uit op een Yamaha en had hij zijn beste seizoen in de klasse tot dan toe, met een achtste plaats in de seizoensfinale in Rio de Janeiro als hoogtepunt. Met 45 punten werd hij zestiende in het kampioenschap.
In 2002 werd de 500 cc vervangen door de MotoGP. Cardoso reed vijf races in deze klasse, allemaal als vervanger van Yamaha-coureur Pere Riba. In deze races eindigde hij driemaal in de top 15, met een elfde plaats in Rio de Janeiro als beste resultaat. In 2003 kwam hij uit in de Formula Xtreme-klasse van het Spaans kampioenschap wegrace, waarin hij drie races won en met 120 punten tweede werd met slechts een punt achterstand op José David de Gea. In 2004 werd hij kampioen in deze klasse met zes zeges en 166 punten. Ook keerde hij dat jaar terug in het WK 250 cc op een Yamaha. Hij schreef zich in voor de Grand Prix van Catalonië, maar wist zich niet voor de race te kwalificeren.
In 2005 debuteerde Cardoso in het wereldkampioenschap superbike op een Yamaha. Hij kende een lastig seizoen waarin hij vaak uitviel en slechts driemaal tot scoren wist te komen, met een negende plaats op Silverstone als beste resultaat. Met 13 punten eindigde hij op plaats 24 in het klassement. In 2006 keerde hij terug naar de MotoGP, waarin hij uitkwam voor het team Pramac d'Antin MotoGP op een Ducati. Gedurende het seizoen was een elfde plaats in Catalonië zijn hoogste klassering en hij werd met 10 punten twintigste in de eindstand. Tussen 2007 en 2009 reed hij in het Spaanse Formula Xtreme-kampioenschap, waarin hij achtereenvolgens als tiende, derde en zevende eindigde. In 2010 nam hij deel aan een aantal privétests voor het MotoGP-team van Ducati.